# Hoya benitotanii

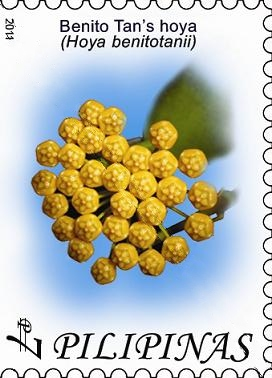
Hoya benitotanii auf einer Briefmarke der Philippine Postal Corporation von 2011

Hoya benitotanii ist eine Pflanzenart der Gattung der Wachsblumen (Hoya) aus der Unterfamilie der Seidenpflanzengewächse (Asclepiadoideae).

## Merkmale
Hoya benitotanii ist eine ausdauernde, epiphytische, windend- kletternde Pflanze mit langen, schlanken und kahlen Trieben. Die Blätter sind gestielt, die Blattstiele sind kreisrund. Die Blattspreiten sind eiförmig-lanzettlich und 7 bis 14 cm lang und 3 bis 5 cm breit. Die Basis ist stumpfwinklig, der Apex ist gespitzt bis leicht zipfelig. Die fiederförmige Blattaderung weist 3 bis 5 Blattadern auf, die Hauptadern erstrecken sich bis nahe der Blattspitze. Sie sind oft heller als die Blattoberseite. Frische Blätter sind häufig etwas rötlich, bevor sie eine glänzend hellgrüne Oberseite bekommen.
Die doldenförmigen Blütenstände enthalten 12 bis 15 Blüten (bis 20 Blüten) und sind positiv geotrop. Die Blütenstandsstiele sind lang und grünlich. Die Blütenstiele sind blassviolett oder rosefarben. Sie sind bis 2 cm lang und gebogen. Sie messen 1 mm im Querschnitt; der Querschnitt ist kreisrund. Die Oberfläche ist kahl und glänzend.
Die hellgelbe, fünfzählige Blütenkrone hat einen Durchmesser von 8 mm. Die Kelchblätter sind gerundet und mit Zilien besetzt. Sie sind 1,5 mm lang, 1,8 mm breit und überlappen sich etwa zur Hälfte. Sie zeigen eine feine netzförmige Aderung. Die Kronblätter sind in der unteren Hälfte verwachsen. Die Kronblattzipfel sind stark zurück gebogen-eingerollt, die Enden sind gespitzt. Sie sind außen kahl, innen fein flaumig behaart mit weißen, glänzenden Härchen. Die Zipfel der Nebenkrone sind eiförmig und kahl. Sie sind hellgelb, etwas heller als die Blütenkrone. Die inneren Zipfel sind spatelförmig und bleiben in der Länge deutlich unter den Staubbeuteln, die dadurch sichtbar sind. Das Pollinarium besteht aus zwei länglichen Pollinia, die 0,57 mm lang und 0,14 mm breit sind. Die zwei Caudiculae sind 0,10 mm lang und 0,02 mm breit. Das Corpusculum (oder Retinakulum) besitzt einen breiten Kopf und einen Körper mit jeweils deutlichen Fortsätzen.
Der Duft der Blüten wird als ein Mix aus Maiglöckchen- und Flieder-Duft beschrieben. Die Blüten bleiben etwa eine Woche offen, bevor sie verblühen.
Früchte und Samen sind nicht bekannt.

## Unterschiede
Die Art ähnelt Hoya gigantanganensis Kloppenburg. Sie unterscheidet sich aber durch die eiförmig-lanzettlichen Blätter mit stumpfer Basis (vs. linealisch-elliptische Blätter mit zugespitzter Basis bei H. gigantanganensis). Die Blätter sind außerdem vergleichsweise deutlich kleiner. Die Kelchblätter sind bei H. benitotanii am Apex gerundet, bei H. gigantanganensis sind sie dreieckig und spitz endend. Die Blütenkrone ist geringfügig kleiner, auch die Pollinien sind kürzer.

## Geographische Verbreitung und Habitat
Die Art ist endemisch in einem kleinen Gebiet bei Matutinao in der Stadtgemeinde Badian auf der Insel Cebu (Philippinen). Der ursprüngliche Klon wurde in einem Wald nur etwa 15 Meter (50 feet) über dem Meeresspiegel und nur wenige Meter von der Küste entfernt gesammelt.

## Taxonomie
Die Art ist benannt nach Benito Tanii (Chef des Herbariums im Botanischen Garten von Singapur). Der ursprüngliche Klon wurde von David Bicknell 1997 bei Matutinao, Badian, Cebu gesammelt, und wurde 2010 als neue Art publiziert. Sie war allerdings bereits Jahre vorher in Kultur und wurde als Hoya gigantanganensis gehandelt, bis der Irrtum erkannt wurde, dass sie nicht mit dieser Art identisch ist. Kloppenburg bestimmte zum Holotypus ein Exemplar aus der Kultur von Ted Green, Kaaawa (Hawaii), das er im Herbarium der University of California at Berkeley unter Kloppenburg 2010-6 hinterlegte.
Die Datenbank Plants of the World online akzeptiert Hoya benitotanii als gültiges Taxon.